# Shake Shook Shaken
Albums de The Dø
Both Ways Open Jaws
(2011)
Shake Shook Shaken est le troisième album du groupe The Dø sorti le 29 septembre 2014.
Après la longue tournée de Both Ways Open Jaws, le duo a cherché à se renouveler. Inspiré par Fuck Buttons, Yeezus de Kanye West, Death Grips ou encore Die Antwoord, Shake Shook Shaken est plus orienté rock électronique que leurs précédents albums.
Pour s'autoriser une plus grande prise de risque, Olivia Merilahti et Dan Levy se sont imaginé qu'ils composaient pour d'autres, un « exercice de style très stimulant [qui nous a permis] d'aller là où on n'irait pas spontanément. »
L'album a été presque entièrement composé dans une retraite d'un an dans un château d’eau du XVIIIe siècle en « rase campagne », presque sans instrument acoustique, mais avec des ordinateurs et un clavier.
Il reçoit la Victoire de l'album rock de l'année 2015.

## Titres
Toutes les paroles sont écrites par Olivia Bouyssou Merilahti, toute la musique est composée par Olivia Bouyssou Merilahti et Dan Levy.
| No  | Titre                       | Durée |
| --- | --------------------------- | ----- |
| 1.  | Keep Your Lips Sealed       | 3:23  |
| 2.  | Trustful Hands              | 4:05  |
| 3.  | Miracles (Back in Time)     | 4:29  |
| 4.  | Sparks                      | 3:47  |
| 5.  | Going Through Walls         | 2:52  |
| 6.  | Despair, Hangover & Ecstasy | 2:53  |
| 7.  | Anita No!                   | 3:04  |
| 8.  | A Mess Like This            | 4:23  |
| 9.  | Lick My Wounds              | 3:19  |
| 10. | Opposite Ways               | 4:11  |
| 11. | Nature Will Remain          | 3:36  |
| 12. | Omen                        | 2:53  |

## Classement
| Meilleur classement | Meilleur classement | Meilleur classement |
| France              | Belgique            | Suisse              |
| ------------------- | ------------------- | ------------------- |
| 7                   | 24                  | 29                  |